# Nedum Onuoha
Nedum Onuoha, född 12 november 1986 i Warri, Nigeria, uppvuxen i Manchester, är en engelsk fotbollsspelare (försvarare) som spelar för Real Salt Lake. 

## Karriär
Onuoha spelade i Manchester Citys ungdomslag innan han kom upp i A-laget. Säsongen 2010/2011 var han utlånad till Sunderland.
Mellan 2012 och 2018 spelade han för Queens Park Rangers. Den 14 september 2018 värvades Onuoha av Real Salt Lake.

## Landslagskarriär
2005 spelade Onuoha en match för Englands U20-landslag. Mellan 2005 och 2009 spelade han 20 matcher och gjorde två mål för det engelska U21-landslaget.